# Liste der Kulturdenkmäler in Leusel
Die folgende Liste enthält die in der Denkmaltopographie ausgewiesenen Kulturdenkmäler auf dem Gebiet des Ortsteils Leusel der  Stadt Alsfeld, Vogelsbergkreis, Hessen.
Hinweis: Die Reihenfolge der Denkmäler in dieser Liste orientiert sich an der Anschrift, alternativ ist sie auch nach der Bezeichnung, der vom Landesamt für Denkmalpflege vergebenen Nummer oder der Bauzeit sortierbar.
Kulturdenkmäler werden fortlaufend im Denkmalverzeichnis des Landes Hessen durch das Landesamt für Denkmalpflege Hessen auf Basis des Hessischen Denkmalschutzgesetzes (HDSchG) geführt. Die Schutzwürdigkeit eines Kulturdenkmals hängt nicht von der Eintragung in das Denkmalverzeichnis des Landes Hessen oder der Veröffentlichung in der Denkmaltopographie ab.

| Bild                                    | Bezeichnung                             | Lage                                                                | Beschreibung | Bauzeit                | Objekt-Nr. |
| --------------------------------------- | --------------------------------------- | ------------------------------------------------------------------- | --- | ---------------------- | ---------- |
| Bild gesucht BW                         | Gesamtanlage Leusel                     | Gesamtanlage Lage                                                   | Die Gesamtanlage der Ortschaft Leusel ist durch die Bebauung der Durchgangsstraße – B 62 – geprägt. In deren Verlauf erheben sich zahlreiche Hofanlagen, die markante Blickachsen setzen. Das gilt besonders für die Gebäude Danziger Straße 12–16 und Danziger Straße 9 am östlichen Rand der Gesamtanlage, wo Fachwerkwohnhäuser aus dem frühen 19. Jahrhunderts riegelartig in den Straßenraum einbinden. |                        | 12516 DDB  |
| Bild gesucht BW                         | Fachwerkwohnhaus                        | Am Pfarrgarten 15 LageFlur: 1, Flurstück: 147/2                     | |                        | 12530 DDB  |
| Bild gesucht BW                         | Hofanlage                               | Berliner Straße 2 LageFlur: 1, Flurstück: 44                        | In der Ortsmitte, gegenüber der Kirchstraße befindliche Hofanlage mit deutlicher städtebaulicher Präsenz. Auf der linken Hofseite erhebt sich das Wohngebäude mit einer schlichten Fachwerkkonstruktion des frühen 19. Jahrhunderts mit einfach verriegelten Stockwerksstreben in beiden Geschossen. | Beginn 19. Jahrhundert | 13331 DDB  |
| Bild gesucht BW                         | Hofanlage                               | Berliner Straße 5, Berliner Straße LageFlur: 1, Flurstück: 31, 33/4 | Hakenförmig erschlossene Hofanlage mit einem inschriftlich datierten Einhaus aus dem Jahr 1833 mit zeittypischen Gerüstraster aus einfach verriegelten Stockwerksstreben im Wohn- und Wirtschaftsbereich. | 1833                   | 13332 DDB  |
| Bild gesucht BW                         | Fachwerkwohnhaus                        | Berliner Straße 7 LageFlur: 1, Flurstück: 33/1                      | Giebelständig erschlossenes Fachwerkwohnhaus aus der Mitte des 18. Jahrhunderts. An den Eck- und Bundständern beider Geschosse doppelt verriegelte Mannfiguren mit einem eingefügten Fußband. | Mitte 18. Jahrhundert  | 13333 DDB  |
| Hofanlage                               | Hofanlage                               | Berliner Straße 10 LageFlur: 1, Flurstück: 46                       | Gründerzeitliche Hofanlage am westlichen Rand der Gesamtanlage mit einem giebelständig orientierten Fachwerkwohnhaus in konstruktivem Gerüstraster aus hohen Andreaskreuzen in den Eckgefachen. |                        | 12520 DDB  |
| Bild gesucht BW                         | Hofanlage                               | Danziger Straße 1 LageFlur: 1, Flurstück: 60                        | Hofanlage in städtebaulich ortsbildprägender Lage mit einem Wohnhaus, dessen Fachwerkgefüge über einer ausgeprägten Sockelzone aus doppelt verriegelten Stockwerkstreben in der giebelseitigen Fassade auf eine Bauzeit in die letzten Jahre des 19. Jahrhunderts verweist. | Ende 19. Jahrhundert   | 13334 DDB  |
| Bild gesucht BW                         | Fachwerkwohnhaus und Stall              | Danziger Straße 3/3a LageFlur: 1, Flurstück: 61/1, 62/4             | Fachwerkwohnhaus aus dem Jahr 1722 an ortsbildprägender Lage mit auffällig gerastertem Fachwerkgerüst. Im Obergeschoss und zu seiten der Eingangstür einfach verriegelte, weit ausgreifende 3/4-Streben mit angezapften Kopfbändern aus kräftigen Hölzern. | 1722                   | 13335 DDB  |
| Hofanlage                               | Hofanlage                               | Danziger Straße 9 LageFlur: 1, Flurstück: 70/1                      | 1819 datiertes Fachwerkwohnhaus am östlichen Abschluss der Gesamtanlage, das mit dem gegenüber befindlichen Kulturdenkmal eine städtebaulich wichtige Torfunktion ausübt. | 1819                   | 13336 DDB  |
| Bild gesucht BW                         | Wohnhaus                                | Danziger Straße 16 LageFlur: 1, Flurstück: 124/1                    | Hofanlage am östlichen Abschluss der Gesamtanlage mit einem Wohnhaus, das im Jahr 1801 erbaut wurde und das typisch konstruktive Gerüstraster der Bauzeit zeigt. Charakteristisch sind die einfach verriegelten 3/4-Streben in beiden Geschossen der traufseitigen Hoffassade. | 1801                   | 12524 DDB  |
| Fachwerkwohnhaus                        | Fachwerkwohnhaus und Wirtschaftsgebäude | Hilgenhain 2 LageFlur: 1, Flurstück: 11/1                           | Im hinteren Bereich der Parzelle befindliches Fachwerkwohnhaus mit einem regelmäßigen Gerüstraster, das eine Datierung in die Mitte des 18. Jahrhunderts zulässt. An den Eck- und Bundständern in beiden Geschossen verfestigen Mannfiguren mit Hals- und Brustriegeln | Mitte 18. Jahrhundert  | 12525 DDB  |
| Einhaus                                 | Einhaus                                 | Hilgenstraße 2 LageFlur: 1, Flurstück: 1/1                          | Am Beginn des Straßenzuges, in der Blickachse der Danziger Straße befindliches Einhaus in konstruktivem Fachwerk des frühen 18. Jahrhunderts. An den Eckständern einfach verriegelte Mannfiguren, mit ausgreifenden Fußstreben. | Beginn 18. Jahrhundert | 12526 DDB  |
| Bild gesucht BW                         | Fachwerkwohnhaus                        | Hilgenstraße 3 LageFlur: 1, Flurstück: 132                          | In den Straßenraum hineinragendes Fachwerkwohnhaus mit einer regelmäßig strukturierten Abzimmerung aus den ersten Jahren des 19. Jahrhunderts. In beiden Geschossen werden die Eck- und Bundständer von einfach verriegelten Mannfiguren mit Fußbändern und Stiel versteift. | Beginn 19. Jahrhundert | 12527 DDB  |
| Hofanlage                               | Hofanlage                               | Kirchstraße 5 LageFlur: 1, Flurstück: 24                            | Dreiseitig erschlossene, mächtig dimensionierte Hofanlage in unmittelbarer Umgebung zur Kirche. Das giebelständige Wohnhaus mit einfach verriegelten Stockwerksstreben stammt aus dem frühen 19. Jahrhundert. | Beginn 19. Jahrhundert | 12528 DDB  |
| weitere Bilder                          | Evangelische Kirche                     | Kirchstraße 6 LageFlur: 1, Flurstück: 26                            | Die Kirche in Leusel, 1696/97 als kleiner Saalbau mit dreiseitigem Schluss und Haubendachreiter entstanden, ist ein vorzüglich erhaltenes Beispiel einer ländlichen Barockkirche, die vor allem durch ihre Ausstattung beeindruckt. | 1696/1697              | 12529 DDB  |
| Fachwerkwohnhaus mit Wirtschaftsgebäude | Fachwerkwohnhaus und Wirtschaftsgebäude | Sielweg 3 LageFlur: 1, Flurstück: 47/7                              | Fachwerkwohnhaus in abseitiger Lage mit einer inschriftlichen Datierung aus dem Jahr 1833 mit konstruktivem Fachwerk aus doppelt verriegelten Stockwerkstreben über einer ausgeprägten Sockelzone. | 1833                   | 12531 DDB  |
| Fachwerkwohnhaus                        | Fachwerkwohnhaus                        | Sielweg 7 LageFlur: 1, Flurstück: 50                                | Am Rand der historischen Ortslage befindet sich ein über einer ausgeprägten Sockelzone erschlossenes Fachwerkwohnhaus in zwei Geschossen aus dem Jahr 1819. Das Fachwerkgefüge zeigt ein konstruktives Gerüstraster mit einfach verriegelten Stockwerkstreben in den Eck- und Bundgefachen. Zimmermeister war Philipp Schäfer aus Rommershausen.                                                             | 1819                   | 12532 DDB  |
| Einhaus                                 | Einhaus                                 | Sielweg 9 LageFlur: 1, Flurstück: 55/2                              | 1817 datiertes Einhaus am Rande der historischen Ortslage in zeitgemäßem Fachwerk aus einfach verriegelten Stockwerkstreben. Links ist die Wohnzone angeordnet, darauf folgt die Scheune mit hoher Toreinfahrt, rechts schließt ein Stall-Scheune-Trakt den Gebäudekomplex ab. | 1817                   | 12533 DDB  |